# Imenice
Imenice su riječi kojima je svojstvena kategorija predmetnosti, opredmećeno svojstvo i opredmećeni proces. Njima se imnuju pojave vanjskog svijeta i čovjekova unutarnjeg doživljaja. Imenuju bića, stvari, mjesta i pojave.
Imenice se dijele na:
- opće - označavaju skup predmeta koji imaju neke zajedničke osobine
- vlastite - služi kao ime svakom pojedinom čovjeku, životinji, zemljopisnim pojmovima itd.

Imenice se još dijele i na:
- konkretne (stvarne) - označavaju sve ono što je opipljivo (bića, predmete)
- apstraktne (mislene, nestvarne) - označavaju osobine, osjećaje, stanja, fizičke i duševne moći, radnje, prirodne i društvene pojave.

Neke imenice imaju uopćavajuću ulogu, npr. čovjek: Čovjek vremenom izgubi i tremu kad se sretne s toliko slavnih i poznatih ljudi.

## U hrvatskom jeziku
Imenice u hrvatskom imaju tri gramatička svojstva: rod, broj i padež. Od ta tri svojstva rod je fiksan, tj. riječ ima unaprijed određeni rod, a promjenjiva je po broju i padežu.
Osim tih svojstava, svaka imenica pripada u jednu deklinacijsku skupinu. Deklinacijska skupina određuje način (uzorak) promjene imenice po broju i padežu. Deklinacijske skupine u vezi su s rodom imenice.

### Rod i deklinacijske skupine
Rod je u standardnom hrvatskom jeziku gramatički. To znači da rod (muški, ženski i srednji) proizlazi iz oblika same riječi i deklinacijske skupine, a za živa bića se najčešće poklapa i sa stvarnim spolom. Rod određuje koji se oblik pridjeva koristi uz imenicu ili koji oblik zamjenice može zamijeniti imenicu, jer te vrste riječi često imaju različite oblike za različite rodove.
U hrvatskom postoje 4 osnovne deklinacijske skupine (nazivi se razlikuju u literaturi):
| skupina                    | rod imenica                      | završetak u nominativu       | primjeri (u nominativu jednine) |
| -------------------------- | -------------------------------- | ---------------------------- | ------------------------------- |
| glavna skupina muškog roda | muški                            | uglavnom na suglasnik        | zub, grad                       |
| -a skupina                 | uglavnom ženski, par muškog roda | -a                           | voda, žena                      |
| skupina srednjeg roda      | srednji                          | -o ili -e                    | selo, more                      |
| -i skupina                 | ženski                           | na suglasnik, izuzetno na -i | kost, noć                       |

### Broj
Broj označava odnosi li se imenica na jedan objekt (jednina) ili više njih - za manje skupine/uz brojeve 2 do 4 (dvojina) ili za veće skupine/brojeve veće od 5 (množina), i odnosi se na slaganje s pridjevima i glagolima koji također imaju različite oblike za jedninu i množinu.
- Većina imenica ima posebne oblike u jednini i množini, koji su međusobno povezani pravilima, ovisno o deklinacijskoj skupini (zub - zubi)
- Neke imenice imaju samo jedninu, a neke samo množinu (npr. vrata, tzv. pluralia tantum)
- Neke imenice imaju oblike samo jednine, a za množinu se uzimaju oblici sasvim drugačije imenice koja ima isto ili vrlo slično značenje (čovjek - ljudi, supletivni oblici).

Pluralia tantum pojavljuju se u obliku množine, a označavaju samo jedan predmet. 
Semantički, većina takvih predmeta sastoji se od dva dijela koji čine jednu cjelinu. Takve imenice zahtijevaju glagole i pridjeve u množini. One pripadaju množini ženskog ili srednjeg roda.
- u ženskom rodu: gaće, gaćice, hlače, ljestve, novine, nožice, vijesti...
- u srednjem rodu: leđa, pluća, usta, vrata, križa, kola, nosila...

Zbirne imenice označavaju skup primjeraka shvaćenih kao cjelina u kojoj se ne izdvaja pojedini član tog skupa pa primjerke ne možemo pobrojiti. Te imenice obično nemaju množinu, a deklinacija im je kao deklinacija imenica srednjeg roda 
- zbirne imenice u kojima se vrši glasovna promjena jotacija (cvijeće, kamenje, granje, lišće, grmlje, drveće, trnje, grožđe)
- zbirne imenice koje se završavaju na -ad i koje označavaju grupu ljudi ili životinja (momčad, perad, telad, siročad). Ove imenice pripadaju -i deklinacijskoj skupini.
- zbirne imenice na -a (djeca, braća, gospoda...)

U množini, dvojini i rodu imenica postoje izuzetci za neke riječi.

### Padež
Svaka imenica postoji u različitim oblicima, koji se nazivaju padežima. U standardnom hrvatskom su padeži nominativ, genitiv, dativ, akuzativ, vokativ, lokativ i instrumental. Padežne promjene povezane su s promjenom po broju, tj. postoji ukupno 14 mogućih padeža (ako brojimo posebno padeže u jednini i množini).
U standardnom hrvatskom izjednačili su se (osim po naglasku) dativ i lokativ u jednini, te dativ, lokativ i instrumental, kao i nominativ i vokativ u množini u svim deklinacijskim skupinama. U nekim je skupinama došlo do daljih pojednostavljenja.
Padežne su promjene u hrvatskom pravilne i određene pripadnosti deklinacijskoj skupini, glasovnim zakonima, posebnostima za pojednine skupine riječi ili nastavke te drugim razlozima.
Nominativ jednine (ako postoji) uzima se kao "referentni oblik" imenice te se u tom obliku riječi nalaze u rječnicima i sl.

### Pregled deklinacijskih skupina
Slijedi pregled deklinacijskih skupina. U literaturi se često glavna skupina muškog roda i skupina srednjeg uzimaju zajedno.

#### Glavna skupina muškog roda
Ova skupina sadrži imenice muškog roda. Imenice se u njoj dijele po dva kriterija:
Prvi kriterij je po produljenju množine:
- s "dugom" množinom -ov- ili -ev- u množini (most, nož, vol : mostovi, noževi, volovi)
- s "kratkom" množinom (zub, papir, automobil : zubi, papiri, automobili)

Dugu množinu po pravilu imaju jednosložne imenice. Kratku množinu redovno imaju dvosložne i višesložne imenice, ali i mnoge jednosložne imenice.
Drugi kriterij je označava li imenica živo biće (engl. animateness):
- imenice koje označavaju neživa bića (uključujući i biljke) imaju u jednini akuzativ jednak nominativu (vidim stol)
- imenice koje označavaju živa bića često imaju akuzativ jednine jednak genitivu (vidim psa), ali i vlastite specifične oblike (dijete, djevojku, majku...)

Imenice koje završavaju na palatalni suglasnik imaju sljedeće osobitosti:
- produljenje množine -ev- (ako imaju produljenu množinu)
- -u u vokativu jednine
- -em u instrumentalu jednine

Također, dolazi do sljedećih glasovnih promjena u nekim padežima:
- ispred -i u množini k, g i h prelaze u c, z, s (svjedok, svjedoci)
- ispred -e u VOK jd. k, g i h prelaze u č, ž, š (vuk, vuče), ali ne u AKU mn.: (svjedoke)
- imenice kojima osnova u svim padežima (osim u nominativu jd.) završava na -l u nominativu često imaju o umjesto l ( GEN čavl-a NOM čavao; međutim, GEN vol-a NOM vol)
- ako bi imenice imale u nekim padežima skupine suglasnika koje inače ne postoje u hrvatskom jeziku, razbija ih se ubacivanjem -a- (tzv. nepostojano a): NOM pas; GEN psa

| jednina | jednina | jednina | jednina   | jednina | jednina | množina   | množina | množina         | množina |
| NOM     | VOK     | GEN     | DAT / LOK | AKU     | INS     | NOM / VOK | GEN     | DAT / LOK / INS | AKU     |
| ------- | ------- | ------- | --------- | ------- | ------- | --------- | ------- | --------------- | ------- |
| zub     | zube    | zuba    | zubu      | zub     | zubom   | zubi      | zuba    | zubima          | zube    |
| konj    | konju   | konja   | konju     | konja   | konjem  | konji     | konja   | konjima         | konje   |
| puž     | pužu    | puža    | pužu      | puža    | pužem   | puževi    | puževa  | puževima        | puževe  |
| grad    | grade   | grada   | gradu     | grad    | gradom  | gradovi   | gradova | gradovima       | gradove |

#### -a skupina
Ova skupina sadrži imenice ženskog roda i neke muškog (vođa, vojvoda). Imenice ove skupine redovno završavaju na -a u nominativu jednine, a imaju nominativ množine na -e.
U ovoj skupini se djelomično provodi palatalizacija (patka : patki a ne *patci) ovisno o završetku riječi. Također, neke riječi imaju dvostruke oblike u genitivu množine (patka : patki i pataka prema žena : žena).
Imenice koje završavaju na -ica imaju osobitosti u deklinaciji (različit vokativ jednine).
Zbirne imenice djeca, braća, gospoda, vlastela, dvojica, trojica, četvorica itd. imaju sljedeće osobitosti:
- mijenjaju se kao i sve imenice u ovoj skupini, ali postoje samo u jednini
- slažu se s pridjevima u jednini ženskog roda i s glagolima u množini

Primjeri:
Pokloni su predani njegovoj djeci (kao njegovoj ženi)
Njegova su djeca išla u kino (su je množina!)
Posebno stoje imenice oči i uši koje imaju samo množinu s posebnom promjenom.
Za sve imenice ove skupine je NOM = VOK = AKU u množini.
| jednina | jednina | jednina | jednina   | jednina | jednina  | množina   | množina       | množina         | množina |
| NOM     | VOK     | GEN     | DAT / LOK | AKU     | INS      | NOM / VOK | GEN           | DAT / LOK / INS | AKU     |
| ------- | ------- | ------- | --------- | ------- | -------- | --------- | ------------- | --------------- | ------- |
| kuća    | kućo    | kuće    | kući      | kuću    | kućom    | kuće      | kuća          | kućama          | kuće    |
| patka   | patko   | patke   | patki     | patku   | patkom   | patke     | patki, pataka | patkama         | patke   |
| patkica | patkice | patkice | patkici   | patkicu | patkicom | patkice   | patkica       | patkicama       | patkice |
|         |         |         |           |         |          | oči       | očiju         | očima           | oči     |

#### Skupina srednjeg roda
Sadrži imenice srednjeg roda. Promjena imenica slična je deklinaciji u glavnoj skupini muškog roda. Skupinu možemo podijeliti na sljedeće podskupine:
- imenice bez proširenja - nepalatalne završavaju u nominativu jednine na -o (selo), palatalne na -e (more)
- imenice s proširenjem osnove na -n- u kosim padežima (ime : imena; još i pleme, rame, sljeme, vime, vrijeme, sjeme, prezime)
- imenice s proširenjem osnove na -t- u kosim padežima redovno završavaju na -e u nom. jednine (dijete, jaje, tele, lane); nemaju pravilnu množinu - koriste se zbirne imenice
- imenica nebo ima opcionalno proširenje -s- u množini: neba i nebesa, kao i tijelo: tijela i tjelesa i nebo : nebesa
- neke imenice leđa, pluća, usta, vrata, križa, kola, nosila postoje samo u množini

Imenice uho i oko normalne oblike množine koji se koriste u suženom značenju dvojine (dva uha), a inače se koristi posebna množina unutar -a skupine (uši, oči).
Za sve ove imenice je NOM = VOK = AKU u jednini i množini.
| jednina   | jednina | jednina   | jednina | jednina | množina   | množina | množina         | množina |
| NOM / VOK | GEN     | DAT / LOK | AKU     | INS     | NOM / VOK | GEN     | DAT / LOK / INS | AKU     |
| --------- | ------- | --------- | ------- | ------- | --------- | ------- | --------------- | ------- |
| selo      | sela    | selu      | selo    | selom   | sela      | sela    | selima          | sela    |
| more      | mora    | moru      | more    | morem   | mora      | mora    | morima          | mora    |
| ime       | imena   | imenu     | ime     | imenom  | imena     | imena   | imenima         | imena   |
| tele      | teleta  | teletu    | tele    | teletom |           |         |                 |         |
|           |         |           |         |         | vrata     | vrata   | vratima         | vrata   |

#### -i skupina
Ova skupina sadrži imenice ženskog roda. Riječ je o "reliktnoj" skupini.
U ovu skupinu spadaju u zbirne imenice na -ad (telad) koje imaju samo jedninu i imenice koje se izvode nastavkom \ost\ ( apstraktne imenice).
Za primjer promjene možemo uzeti imenice noć i mast, te riječ kći koja je izuzetak:
| jednina | jednina | jednina | jednina   | jednina | jednina      | množina   | množina | množina         | množina |
| NOM     | VOK     | GEN     | DAT / LOK | AKU     | INS          | NOM / VOK | GEN     | DAT / LOK / INS | AKU     |
| ------- | ------- | ------- | --------- | ------- | ------------ | --------- | ------- | --------------- | ------- |
| noć     | noći    | noći    | noći      | noć     | noći         | noći      | noći    | noćima          | noći    |
| mast    | masti   | masti   | masti     | mast    | masti, mašću | masti     | masti   | mastima         | masti   |
| kći     | kćeri   | kćeri   | kćeri     | kćer    | kćeri        | kćeri     | kćeri   | kćerima         | kćeri   |

## Tvorba imenica
Imenice se tvore na mnogo načina:
- sufiksalnom tvorbom (mrijestiti se - mrijestilište)
- prefiksalnom tvorbom (rad - nerad)
- prefiksalno-sufiksalna tvorba (nadlaktica)

### Radne imenice
Radne (glagolske) su imenice one kojima se izriče vršenje glagolske radnje, uključujući stanje i zbivanje. Tvore se od svršenih i nesvršenih glagola sufiksima: -nje, -enje, -će, -0, -a, -ba, -idba, -ancija, -anija, -ava, -aj, -(a)k, -ež, -nja, -njava.
Primjeri tvorbe:
-0
ispisati - ispis, 
izlaziti - izlaz, 
izvoziti - izvoz, 
upisati - upis
-(a)j
jecati - jecaj, 
opaziti - opažaj
-(a)k
boraviti    - boravak, 
ispraviti   - ispravak, 
istisnuti   - istisak, 
napredovati - napredak, 
otpasti     - otpadak, 
početi      - početak,
popraviti   - popravak,
praskati    - prasak, 
smicati     - smičak,
snimati     - snimak,
zadati      - zadatak, 
zaglaviti   - zaglavak

## U drugim jezicima
Imenice postoje u svim jezicima, ali se njihova svojstva (npr. promjenjivost) bitno razlikuju od jezika do jezika.